# Wolfsberger Hütte
Die Wolfsberger Hütte ist eine Alpenvereinshütte der Sektion Wolfsberg des Österreichischen Alpenvereins. Sie steht auf der Saualpe in Kärnten in einer Höhe von 1850 m ü. A. Die Hütte ist im Sommer bewirtschaftet. Der Winterraum befindet sich rund 60 m südlich vom Hauptgebäude entfernt. Im Dachraum des Nebengebäudes sind genügend Decken und Matratzen vorhanden, um einen Notaufenthalt zu ermöglichen. Für einen geplanten Aufenthalt im Erdgeschoß des Nebengebäudes, das mit einem Herd und vier Betten ausgestattet ist, muss Kontakt mit der Sektion aufgenommen werden.

## Geschichte
Die Hütte wurde in den Jahren 1909 bis 1912 erbaut und diente ab Dezember 1943 als Unterkunft für die Fliegerabwehr der deutschen Luftwaffe. Im Oktober 1944 fiel sie einem Brandanschlag zum Opfer und wurde im Jahr 1950 wieder eröffnet. Im Jahr 1987 wurde sie zum 75-jährigen Jubiläum renoviert. 1994 wurde ein Wirtschaftsraum angebaut. Im Jahr 2005 wurde die Hütte erneut renoviert.

## Wege

### Zustieg
Der kürzeste Zustieg erfolgt von der Offnerhütte, die mit dem Auto zu erreichen ist, in etwa einer Stunde.

### Touren von der Wolfsberger Hütte

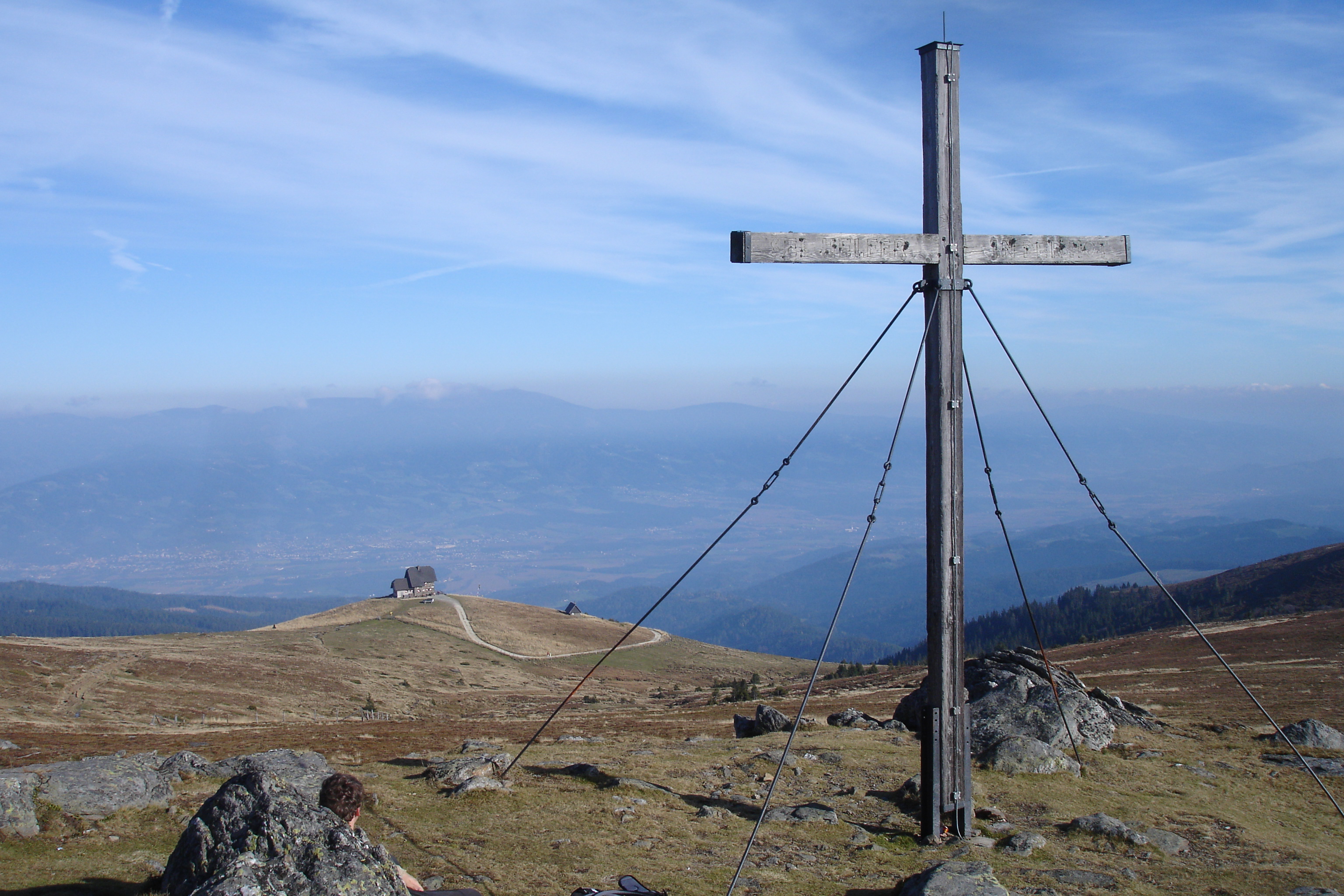
Wolfsberger Hütte vom Zingerle Kreuz aus gesehen

Von der Hütte aus sind einige lohnende Gipfel zu erreichen. Der Ladinger Spitz (2079 m ü. A.) kann in 45 Minuten erreicht werden, der Gertrusk (2044 m) in rund 75 Minuten und der Große Sauofen (1895 m) in rund 45 Minuten.
In der Nähe der Hütte befindet sich das Zingerle Kreuz, das man in einer Viertelstunde erreichen kann.
Die Wolfsberger Hütte ist zudem ein wichtiger Stützpunkt am Eisenwurzenweg, einem Weitwanderweg, der Österreich von Nord nach Süd durchquert.
Nördlich liegt das Klippitztörlhaus als nächstgelegene Alpenvereinshütte.